# Akiko Morigami
Akiko Morigami (Osaka, 12 de janeiro de 1980) é uma ex-tenista profissional japonesa.